# Hahnenschritt
Der Hahnenschritt ist ein etwa 554 m hoher Gebirgspass in der Haardt, einem Mittelgebirgszug am Ostrand des Pfälzerwaldes, in Rheinland-Pfalz. Der Pass liegt auf der Gemarkung der kreisfreien Stadt Neustadt an der Weinstraße direkt nördlich der Grenze zur im Landkreis Südliche Weinstraße gelegenen Gemeinde Maikammer. Über die am Südrand des Passes gelegene Nordflanke des Berges Kalmit (672,6 m) verläuft – dort auf der Gemarkung von Maikammer – die Kalmithöhenstraße (Landesstraße 515), die in Passnähe mit 557,9 m ihre maximale Höhe erreicht.

## Geographie

### Lage

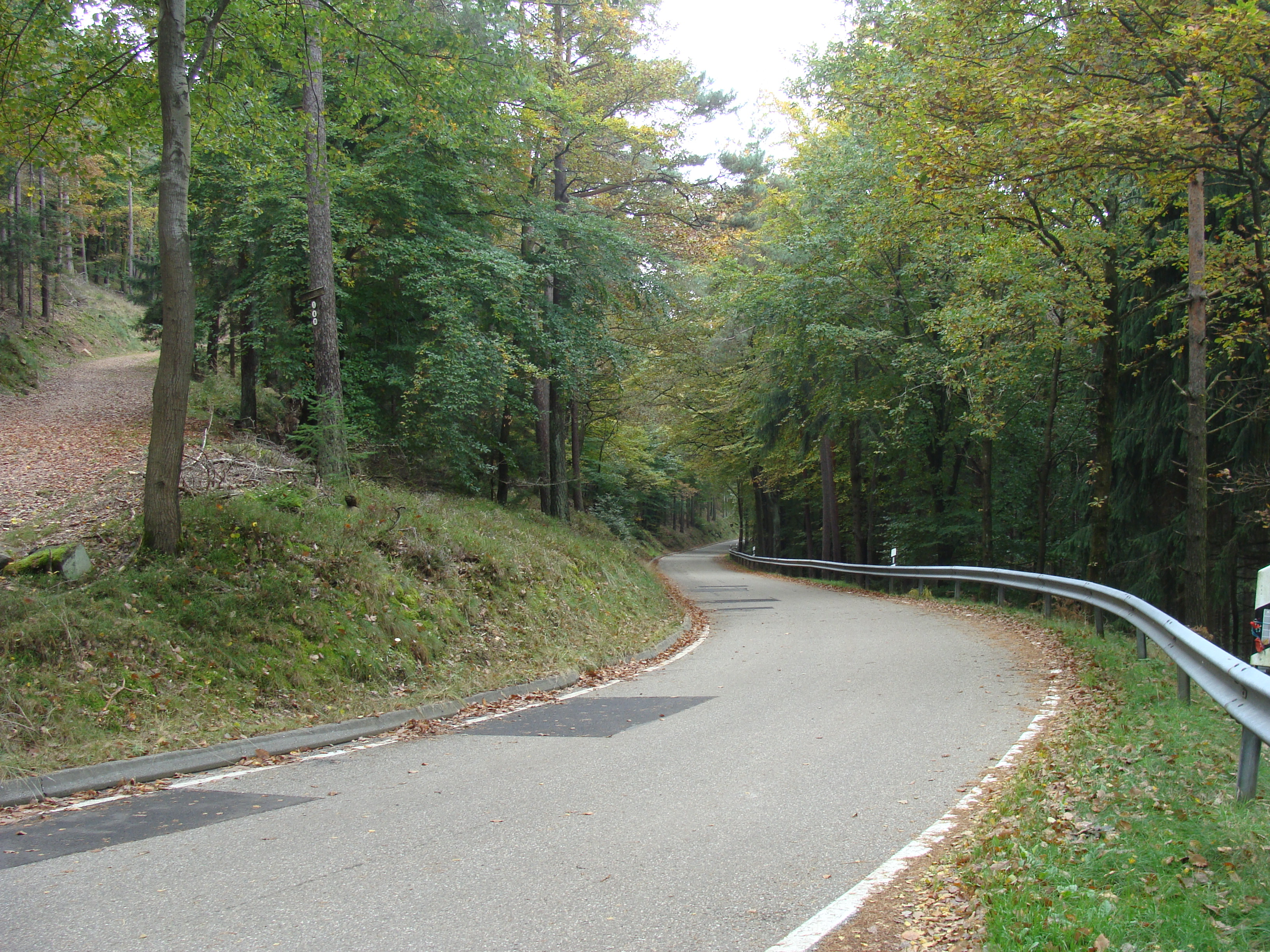
Blick vom Pass nach Südwesten auf die Kalmithöhenstraße

Der Hahnenschritt liegt im Naturpark Pfälzerwald und im Biosphärenreservat Pfälzerwald-Vosges du Nord – zwischen der Kalmit (672,6 m) im Süden und dem zum Massiv der Hohen Loog (618,7 m) gehörenden Zwergberg (589,3 m) im Norden; beide Berggipfel sind jeweils etwa 450 m entfernt. Die Passhöhe fällt nach Nordosten zum Klausental und nach Nordwesten zum Finstertal ab, das in Richtung Nordosten in das Kaltenbrunner Tal übergeht.
Der Pass befindet sich 5,2 km südwestlich von Neustadt an der Weinstraße, zu dessen Gemarkung sein Großteil gehört, und 4,2 km nordwestlich von Maikammer, dessen Gemarkung im Südbereich des Bergsattels (auf der Kalmit-Nordflanke) eine 557,9 m hohe Stelle der L 515 aufweist.

### Gewässer
Östlich vom Hahnenschritt verläuft im Klausental der Wooggraben, dessen Wasser in der Oberrheinischen Tiefebene über Schlittgraben, Nellengraben und Kropsbach in den Speyerbach mündet. Der westlich des Passes entspringende Buchenlochbach mündet nach wenigen Hundert Metern im Finstertal in den Enggleisbach, dessen Wasser durch den Kaltenbrunnertalbach ebenfalls dem Speyerbach zufließt.

## Zugänge, Wanderungen und Aussicht
Der Hahnenschritt ermöglicht den Übergang vom Klausental im Osten zum Kaltenbrunnertal über das Buchenloch im Westen. Auf ihm befindet sich ein Wegknotenpunkt (Wegspinne), Wanderwege führen zum Taubenkopf (603,8 m), zur Kalmit (672,6 m), über den Zwergberg und Bildbaum zur Hohen Loog (618,7 m), über die Hüttenhohl (476,9 m) zum Hüttenberg (620,1 m), zum Totenkopf (513,7 m), zum Rotsohlberg (607,1 m) und zum Schafkopf (616,8 m).
Während die Ostseite des Hahnenschritts dicht bewaldet ist, besteht nach Westen eine gute Aussicht in den Mittleren Pfälzerwald mit dem Rotsohlberg (607,1 m), dem Totenkopfsattel und der Oberscheid (582,3 m) im Vordergrund.
Auf dem Gebirgspass liegt im Wald an der L 515 ein Wandererparkplatz. Nahegelegene bewirtschaftete Schutzhütten des Pfälzerwald-Vereins sind die Totenkopfhütte, das Kalmithaus und das Hohe-Loog-Haus.
| Kaltenbrunner Tal Kaltenbrunner Hütte | Bildbaum Hohe Loog Hohe-Loog-Haus Afrikaviertel (Neustadt) | Klausental Klausentalhütte    |
| Oberscheid                            |                                                            | Taubenkopf                    |
| Hüttenhohl Kalmithöhenstraße          | Kalmit Kalmithaus                                          | Kalmithöhenstraße Breitenberg |